# Dogeza

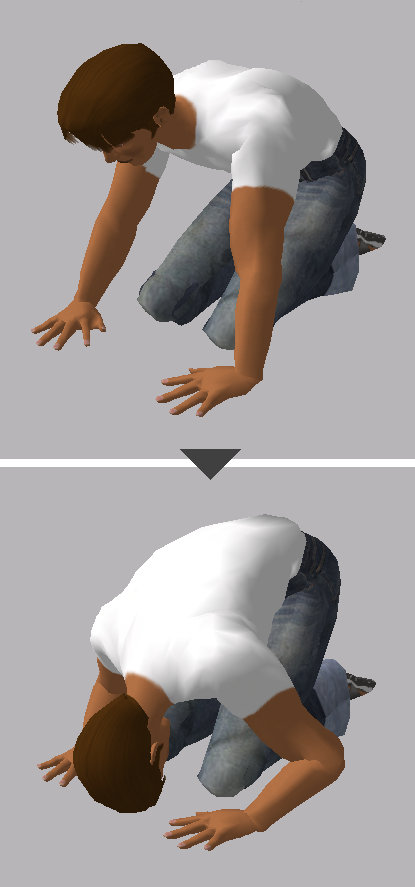
Die zwei Haltungen beim Dogeza

Dogeza (japanisch 土下座 ‚auf dem Boden sitzen‘) ist ein Teil der japanischen Etikette, bei der man direkt auf dem Boden kniend den Oberkörper nach vorne zum Boden beugt, bis der Kopf den Boden berührt, die Hände sind dabei seitlich auf dem Boden hingestreckt. Es wird als Zeichen der Unterordnung unter eine Person mit höherem Status, als eine tiefe Entschuldigung oder als Ausdruck des Wunschs nach einer besonderen Gunst von der betreffenden Person benutzt.
Das Wort wird in der japanischen Politik als dogeza gaikō (土下座外交) benutzt, was in etwa mit „Kotau-Diplomatie“ oder „Kotau-Außenpolitik“ übersetzt werden kann. Ganz allgemein kann Dogeza mit Prostration oder Kotau übersetzt werden.

## Die Bedeutung des Dogeza
Im japanischen sozialen Bewusstsein ist das Sitzen auf dem Boden und das Ausführen dieser Bewegungen (Dogeza) eine ungewöhnliche Ehrerweisung, die nur benutzt wird, wenn jemand von dem üblichen Verhalten stark abweicht. Es wird als Teil der Etikette angesehen und ist mit einem Gefühl des Bedauerns darüber, dem anderen zur Last zu fallen, angereichert. Durch das Ausführen von Dogeza und die Entschuldigung bei der anderen Person wird diese üblicherweise die Neigung zum Vergeben haben.

## Geschichte
In den Gishiwajinden (魏志倭人伝), den ältesten chinesischen Aufzeichnungen über Begegnungen mit den Japanern, wird erwähnt, dass Bürgerliche in Yamatai, wenn sie auf Adlige längs den Straßen trafen, sich auf der Stelle niederwerfen würden, und ihre Hände wie im Gebet klatschen würden (柏手, kashiwade), und dass dies für einen alten japanischen Brauch gehalten würde.
Auch Haniwa der Kofun-Zeit sind bei der Ausführung des Dogeza zu sehen.
Es war bis in die Moderne normal für Bürgerliche den Dogeza auszuführen, wenn sie von höher stehenden Personen befragt wurden.